# Tolperisonă
Tolperisona (uneori, Tolperison, cu denumirea comercială Mydocalm) este un medicament miorelaxant cu acțiune centrală, fiind utilizat în tratamentul simptomatic al spasticității după accident vascular cerebral.

## Farmacologie

### Acțiune terapeutică
Face parte din categoria  miorelaxantelor centrale (alături de baclofen), însă spre deosebire de acesta are un mecanism de acțiune complicat. Are efect stabilizator la nivelul membranei dar și acțiune anestezică locală, Mydocalm inhibă transmiterea impulsului la aferența primară și la motoneuron Arhivat în 19 mai 2007, la Wayback Machine., prin aceasta inhibând reflexele de la nivelul măduvei spinării.Pe de altă parte, se consideră că  are capacitatea de a inhiba eliberarea transmițătorilor, printr-un mecanism secundar de inhibare a influxului sinaptic de Ca2+ Arhivat în 19 mai 2007, la Wayback Machine..

### Metabolizare și excreție
Tolperisona, administrată oral, este absorbită la nivelul intestinului subțire;aici suferă efectul primului pasaj hepatic, datorită căruia biodisponibilitatea este de circa 20 % bilitatea Mydocalm este de aproximativ 20 %. În metabolizarea sa(care are loc la nivelul ficatului  și rinichiului) Arhivat în 27 septembrie 2007, la Wayback Machine., intervine citocromul P450, dar și  CYP2D6, CYP2C19, CYP1A2, implicate în sinteza metaboliților secundari(eliminați prin urină) Arhivat în 29 septembrie 2007, la Wayback Machine., ale căror acțiuni farmacologice nu sunt pe deplin elucidate.

### Indicații
- Tratamentul hipertoniei patologice a musculaturii striate, cauzate de afecțiuni neurologice organice (leziuni ale tractului piramidal, scleroză multiplă, accidente cerebrovasculare,)
- Hipertonie musculară, spasme musculare și contractură musculară asociată afecțiunilor locomotorii: spondiloză, artroză
- Tratamentul bolilor vasculare obliterante (ateroscleroză obliterantă, angiopatie diabetică, boala Raynaud,)

### Contraindicații
- nu se administrează în miastenia gravis

### Efecte adverse
- Hipotonie musculară, cefalee, hipotensiune, greață, vomă și disconfort abdominal(dispar prin reducerea dozei)
- mai rar: prurit, eritem, urticarie, edem angioneurotic. Arhivat în 7 octombrie 2007, la Wayback Machine.

### Farmacografie
- Mydocalm cpr 50mg [nefuncțională]
- Mydocalm 150mg [nefuncțională]
- Mydocalm fiole 100mg/ml [nefuncțională]